# Фрейдензон, Евгений Захарович
Евгений Захарович Фрейдензон — советский хозяйственный, государственный и политический деятель.

## Биография
Родился 23 октября 1915 года. Член КПСС.
До 1941 гг. — инженерный и руководящий работник на Макеевском металлургическом комбинате.
- В 1941—1956 гг. — инженер, заместитель начальника, начальник копрового цеха, начальник листостана Нижнетагильского металлургического комбината.[1]
- В 1956—1971 гг. — начальник производственного управления, главный инженер Нижнетагильского металлургического комбината.[1]
- В 1971—1976 гг. — руководитель группы советских специалистов на строительстве металлургического завода в Индии.<[1]
- В 1976—1980 гг. — научный сотрудник Института чёрных металлов в Свердловске.[1]
- В 1980—1983 гг. — руководитель группы советских специалистов на строительстве металлургического завода в Пакистане.[1]

За разработку, освоение и внедрение на НТМК имени В. И. Ленина новой технологии выплавки ванадиевого чугуна в доменных печах большого объёма и переработки его в ванадиевый шлак и сталь кислородно-конверторным дуплекс-процессом, обеспечившей достижение высоких технико-экономических показателей был в составе коллектива удостоен Государственной премии СССР в области науки и техники 1976 года.
Умер 19 сентября 1990 года. Похоронен на Широкореченском кладбище Екатеринбурга.

### Семья
Был женат, сын Юрий (1935-1975). Сын похоронен вместе с матерью Раисой Абрамовной (1891-1955) на Центральном кладбище Нижнего Тагила.